# Municipio de Raleigh (Carolina del Norte)
El municipio de Raleigh (en inglés: Raleigh Township) es un municipio ubicado en el  condado de Wake en el estado estadounidense de Carolina del Norte. En el año 2010 tenía una población de 117.838 habitantes.

## Geografía
El municipio de Raleigh se encuentra ubicado en las coordenadas 35°47′35.54″N 78°39′4.01″O / 35.7932056, -78.6511139.